# Widerstehe doch der Sünde, BWV 54
Widerstehe doch der Sünde, BWV 54 (Planta cara, doncs, al pecat), és una cantata religiosa de Johann Sebastian Bach per al tercer diumenge de Quaresma, estrenada a Weimar, possiblement l'any 1714.

## Origen i context
El text és de Georg Christian Lehms, bibliotecari de la cort de Darmstadt, i forma part del cicle Gottgefälliges Kirchen-Oppfer de l'any 1711. L'obra està pensada per al tercer diumenge de quaresma, conegut també com a diumenge Oculi, atès que l'introit de la missa llatina començava amb Oculi mei semper ad Dominum (Els meus ulls estan sempre cap al Senyor). Cal destacar que no en totes les esglésies luteranes se seguia de manera estricta, com es feia a Leipzig, la prohibició de tocar cantates en temps de penitència. Si bé la cantata és per a aquest tercer diumenge de quaresma, el text és molt general i no conté una referència a cap fet litúrgic concret. Hi ha molts dubtes sobre la data de l'estrena i no pot descartar-se algun diumenge després de la Trinitat de l'any 1714. El text té més relació amb l'epístola Carta als Efesis (5, 1-9) del diumenge oculi i, també, del setè després de la Trinitat que no pas amb els evangelis.

## Anàlisi
Obra escrita per a contralt, corda i baix continu. Consta de només tres números, sense participació del cor.
1. Ària: Widerstehe doch der Sünde (Planta cara, doncs, al pecat)
2. Recitatiu:  Die Art verruchter Sünden (La mena de pecats desenfrenats)
3. Ària:  Wer Sünde tut, der ist vom Teufel (Qui fa un pecat és del diable)

L'ària inicial anima els fidels a desafiar i resistir el dimoni i el pecat; la melodia sinuosa dels violins i del solista agafen un caràcter obsessiu. El recitatiu central, sobre el baix continu, és característic de l'època de Weimar, i sobre la paraula grab (sepulcre) el contralt arriba a la tessitura més baixa. L'ària final, està harmonitzada a quatre veus, en un estil fugat que penetra fins al moll de l'os de l'abjecte món del pecat, amb una escriptura plena de dissonàncies creant una atmosfera espantosa, com poques vegades aconsegueix Bach. És una de les cantates més breus i amb prou feines dura un quart d'hora.

## Discografia seleccionada
- J.S. Bach: Das Kantatenwerk. Sacred Cantatas Vol. 3. Gustav Leonhardt, Leonhardt-Consort, Paul Esswood. (Teldec), 1994.
- J.S. Bach: The complete live recordings from the Bach Cantata Pilgrimage. CD 12: Walpole St Peter, Norfolk; 26 de març de 2000. John Eliot Gardiner, English Baroque Soloists, Nathalie Stutzmann. (Soli Deo Gloria), 2013.
- J.S. Bach: Complete Cantatas Vol. 3. Ton Koopman, Amsterdam Baroque Orchestra & Choir, Andreas Scholl. (Challenge Classics), 2005.
- J.S. Bach: Cantatas Vol. 3. Masaaki Suzuki, Bach Collegium Japan, Yoshizaku Mera. (BIS), 1996.
- J.S. Bach: Church Cantatas Vol. 18. Helmuth Rilling, Bach-Collegium Stuttgart, Julia Hamari. (Hänssler), 1999.
- J.S. Bach: Cantatas for the Liturgical Year Vol 17”. Sigiswald Kuijken, La Petite Bande, Petra Noskaiová. (Accent), 2013.
- J.S. Bach: Tafelmusik Baroque Orchetra plays JS Bach. Jeanne Lennon, Tafelmusik Baroque Orchestra, Daniel Taylor. (Analekta), 2012.